# 光辉城市

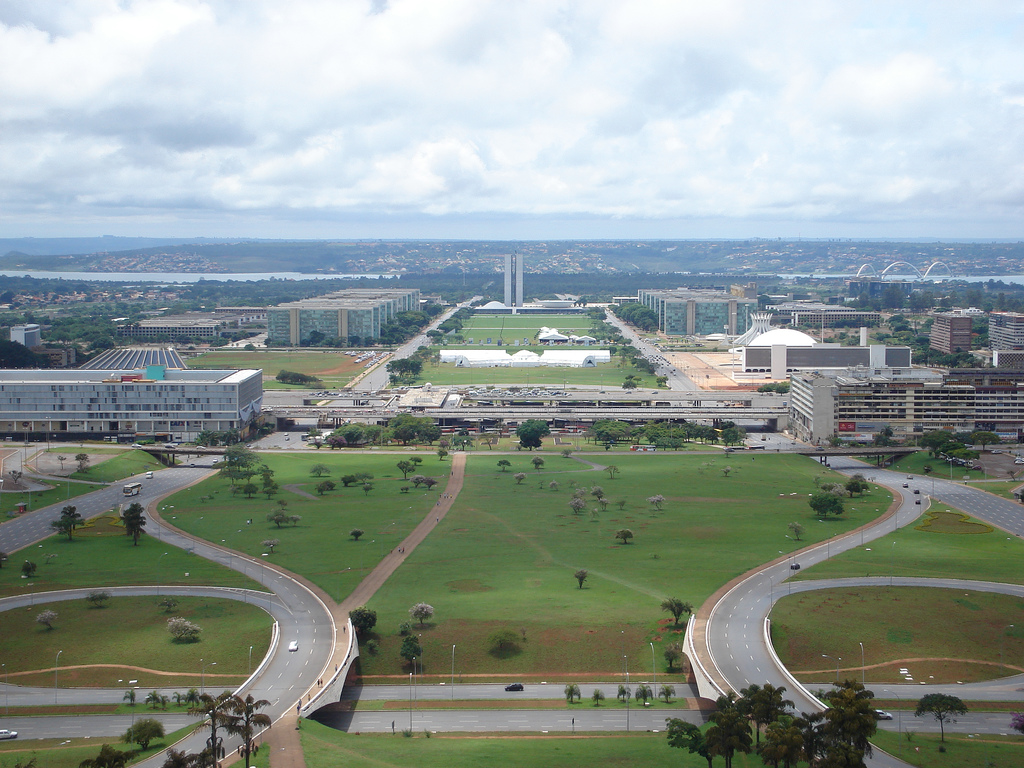
巴西利亚的规划设计——基于光辉城市的原则

光辉城市（法語：Ville Radieuse，法語發音：[vil ʁaˈdjøːz]，又译辐射城市、光明城市）是法国-瑞士建筑师勒·柯布西耶于1930年设计，但是未能落成的方案。
尽管勒·柯布西耶已在1920年代提出他理想中的当代城市的理念，他在和国际的规划师们接触时也开始进行光辉城市的工作。1930年，他成为工团主义运动的活跃分子，并提出光辉城市作为社会改革的蓝图。
光辉城市的原则后来融入到了他于1933年发表的《雅典憲章》中。
他的乌托邦式的理想在1930-1940年代间成为了许多城市规划的基础，并最终促成了1952年法国马赛的首个馬賽公寓的设计和落成。

## 理念的发展
1920年代末，勒·柯布西耶对用大商业来实现他的当代城市和伏瓦生规划（Plan Voisin，1925）之类的乌托邦理想失去了信心。受阿图罗·索里亚·伊·玛塔的线形城市理念和工团运动的影响，他建构了一个新版的理想城市，即光辉城市。它代表了一个用井然有序的环境将人们联合起来的乌托邦式的梦想。和当代城市放射形的设计不同，光辉城市是一座基于抽象图形的线形城市，包括了人体的头、脊、胳膊和腿。设计维持了高层住宅街区、自由的交通和丰富的绿色空间，这些是他早年的作品提出的。住宅街区布置在穿梭其间的线路上。和巴黎國際大學城瑞士馆类似，其南侧是玻璃，从底层的柱子开始升起。建筑屋顶有平台，平台上有跑道。
光辉城市还参考了柯布西耶在俄罗斯的作品。1930年，他在评论莫斯科的一场竞赛时写了一份59页的《回复莫斯科》（Reply to Moscow）。该报告内有其城市规划的替代方案的图纸。在布鲁塞尔的第三届国际现代建筑协会会议中，他展示了首个代表性的想法（尽管撤回了莫斯科的提案）。此外，他还提出了光辉农场（Ferme Radieuse）和光辉村庄（Village Radieuse）的设想。

## 理念的传播
柯布西耶在30年代期间致力于传播他的理想城市地理念。第四届国际现代建筑协会会议于开往雅典的SS Patris号上举行，其中的讨论后来收录于柯布西耶的作品《光辉城市》（1933年出版），后来影响了《雅典宪章》。
1931年至1940年间，柯布西耶为阿尔及尔提出了一系列城市规划提议。 在此期间，阿尔及尔是法属北非的行政首都。虽然并未得到正式邀请，但他知道市长对此感兴趣，因此他决定碰下运气。该规划必须纳入既有的旧城（Casbah），同时还要允许人口的线性增长。由此产生的Obus Plan是光辉城市在特定的文化和景观下的一个变种。它包括四个主要元素：两个板式住宅区中的滨水行政区域、城市上方的山坡上的中产阶级的凸凹公寓楼、旧城上方的南北轴线上的高架道路，以及自顶上蜿蜒至海边的高架桥。
1933年，他在北非的内穆尔（今Ghazaouet）提出了十八个Unité公寓楼的方案，南北朝向，以山为背景。
在1935年的美国之行中，柯布西耶批评曼哈顿的摩天大楼太小而且太近。他建议用一个配有生活和工作单元的巨型笛卡尔式摩天大楼替换所有现有建筑。这样可以为更多的公园开辟道路，从而符合光辉城市的理想。
甚至直到20世纪40年代，他还在试图游说墨索里尼和维希政府，希望他的理想的城市规划獲得采纳。不过，柯布西耶实现其规划的最好机会是1949年开发的印度昌迪加尔的设计。
从1945年到1952年，他在马赛进行了马赛公寓（Unité d'Habitation）的设计和建造。该公寓体现了他在内穆尔和阿尔及尔发展出的光辉城市的想法。
在为巴西利亚设计布局时，建筑师卢西奥·科斯塔和奧斯卡·尼邁耶受到了光辉城市的规划的影响。

## 批评
新都市主義者，例如詹姆斯·霍华德·康斯特勒，批评光辉城市的概念忽视了人的尺度和它与周围的联系。用劉易斯·芒福德的话说，就是“停车场里的建筑”。“高耸的大楼之间的空地成了人们避之不及的荒地。”

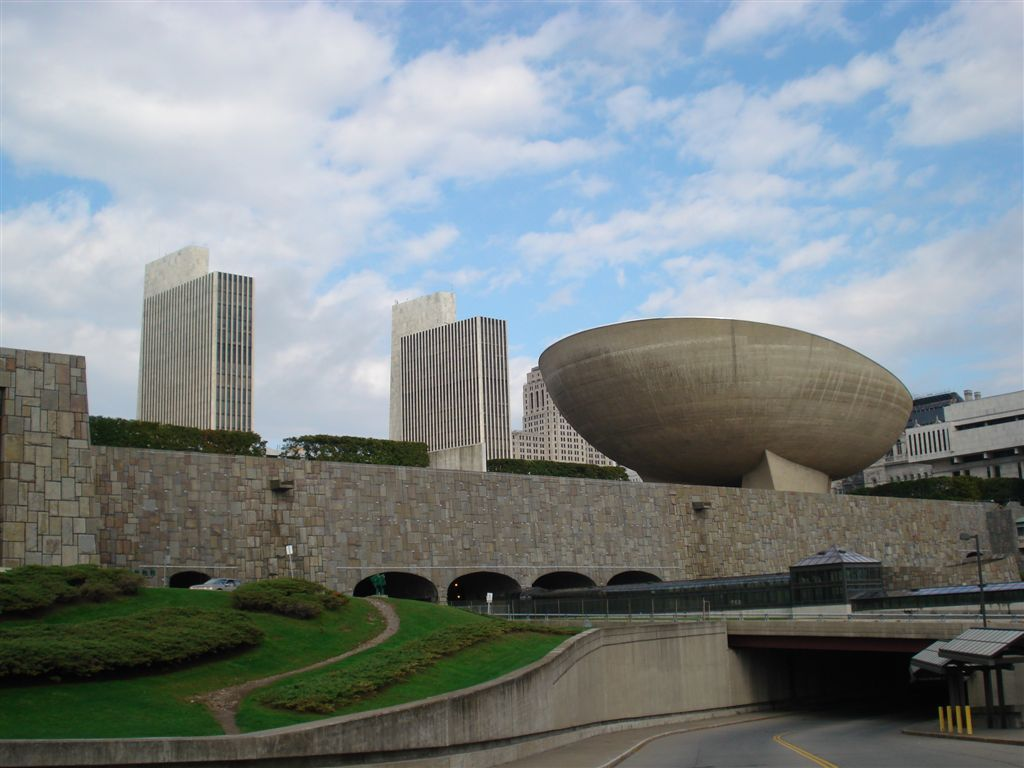
纽约奥尔巴尼帝国广场

纽约州奥尔巴尼的帝国广场，一座州政府办公大楼，就因对光辉城市的概念墨守成规而受到被批评。建筑评论家马丁·费勒在《The Making Of Empire State Plaza》中说道：
|  | 建筑和地盘之间全无关系，无论是地面还是裙房都没有，因为地盘上所有存在的痕迹都被彻底抹去了。因此，当人站在广场本身中间时，会感到一种诡异的超然之感。购物中心的建筑体则是胁迫性地若隐若现，如同是来自别的星系的外星人在大理石起降跑道上设置的。 There is no relationship at all between buildings and site, neither at grade nor atop the podium, since all vestiges of the existing site have been so totally obliterated. Thus, as one stands on the Plaza itself, there is an eerie feeling of detachment. The Mall buildings loom menacingly, like aliens from another galaxy set down on this marble landing strip |

## 延伸阅读
- Broadbent, Geoffrey (1995). Emerging Concepts in Urban Space Design. Taylor & Francis.